# Януш Корчак
Я́нуш Ко́рчак (пол. Janusz Korczak; настоящее имя Эрш Хе́нрик Го́льдшмидт (пол. Henryk Goldszmit); 22 июля 1878, Варшава — 7 августа 1942, Треблинка) — польский педагог, писатель, врач и общественный деятель.

## Биография
Родился в Царстве Польском (Российская империя), в Варшаве 22 июля 1878 года в интеллигентной ассимилированной еврейской семье. Дед Корчака, врач Хирш Гольдшмидт, сотрудничал в газете «Ха-Маггид», отец, Юзеф Гольдшмидт (1846—1896) — адвокат, автор монографии «Лекции о бракоразводном праве по положениям Закона Моисея и Талмуда» (1871). Корчак вспоминал: «Меня назвали в честь дедушки, а дедушку звали Герш (Гирш). Отец имел право назвать меня Генриком, ведь сам он получил имя Юзеф…» В ассимилированной еврейской семье, в которой он родился и вырос, его называли Генриком — на польский манер. У Генрика была младшая сестра Анна.

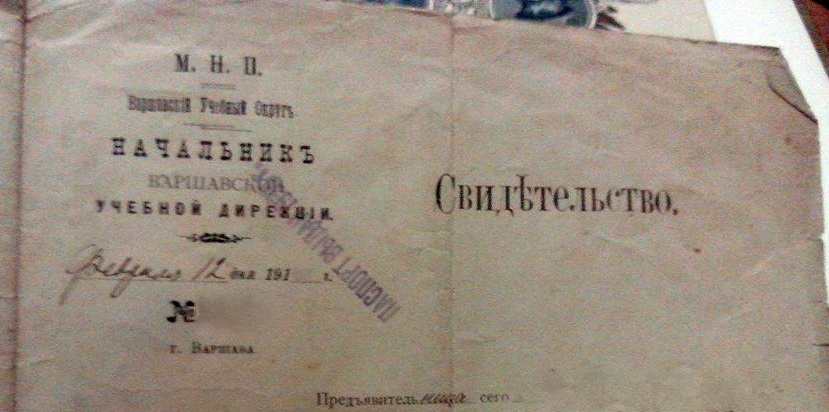
Свидетельство об окончании гимназии.
Российская империя, Варшава, начало XX века.

Школьные годы прошли в Варшаве, в VII Городской гимназии Варшавского учебного округа Министерства народного просвещения России. Там царила принятая тогда в Европе жёсткая дисциплина, поход в театр или поездка домой в каникулы возможны были только после письменного разрешения дирекции. Преподавание велось на русском языке, польский язык преподавался в качестве необязательного. Уже в первом классе (то есть когда воспитанникам было по 10—11 лет) преподавалась латынь, во втором — французский и немецкий, в третьем — греческий. По окончании гимназии ему было вручено «Свидетельство».
В 1889 году у отца Генрика обнаружились признаки душевной болезни. Теперь отца приходилось время от времени помещать в специальные клиники. Его содержание в клиниках стоило дорого, и со временем семья оказалась в тяжёлом материальном положении. С пятого класса (в возрасте 15—16 лет) Генрик начал подрабатывать репетиторством.
В 1898 году Корчак поступил на медицинский факультет Варшавского университета, одновременно обучался на подпольных высших курсах. Летом 1899 года он ездил в Швейцарию, чтобы поближе познакомиться с педагогическим наследием Песталоцци. В своей поездке Корчак особенно интересовался школами и детскими больницами.
В 1903—1911 годах работал в еврейской детской больнице имени Берсонов и Бауманов и воспитателем в летних детских лагерях. Являлся членом еврейского благотворительного Общества помощи сиротам.
23 марта 1905 года получил диплом врача. В качестве военного врача Русской императорской армии принимал участие в Русско-японской войне.
В 1907 году Корчак на год едет в Берлин, где за свои деньги слушает лекции и проходит практику в детских клиниках, знакомится с различными воспитательными учреждениями. Он проходит стажировку также во Франции, посещает детский приют в Англии.

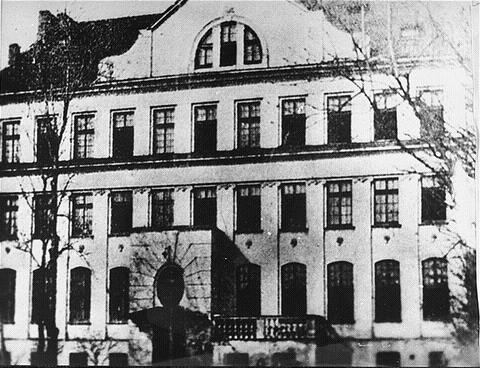
«Дом сирот» на улице Крохмальной.
Комната Корчака находилась в аттике.

В 1911 году Корчак оставил профессию врача и основал «Дом сирот» для еврейских детей в доме 92 на улице Крохмальной, которым руководил (с перерывом в 1914—1918 годы) до конца жизни. От филантропов, субсидировавших его начинание, Корчак потребовал полной независимости в своей административной и воспитательской деятельности.
Во время Первой мировой войны 1914—1918 годов Корчак служил военным врачом в дивизионном полевом госпитале Русской императорской армии. В Тернополе он взял под свою опеку беспризорника Стефана Загородника, затем работал врачом в приютах для украинских детей в Киеве, где написал книгу «Как любить ребёнка».
Корчак возвращается в Варшаву в 1918 году, где руководит детскими приютами, преподаёт, сотрудничает с журналами, читает лекции в Свободном польском университете и на Высших еврейских педагогических курсах. Во время советско-польской войны 1919—1920 годов Корчак в звании майора медицинской службы работал в военном госпитале в Лодзи.
В 1919—1936 он принимал участие в работе интерната «Наш дом» (на Белянах) — детского дома для польских детей, — где также применял новаторские педагогические методики.
В 1926—1932 годах Корчак редактировал еженедельник Mały Przegląd («Малое обозрение», приложение для детей к еврейской газете Nasz Przegląd — «Наше обозрение»), в котором активно участвовали его воспитанники.

### Политические взгляды
Автор книги «Король детей. Жизнь и смерть Януша Корчака» Бетти Джин Лифтон (США) сообщает, что Корчак с юмором говорил о своём Доме сирот: «Другие приюты плодят преступников, наш же плодит коммунистов». За этой шуткой скрывалась его озабоченность тем, что ряд выпускников Дома Сирот участвовал в деятельности находившейся в подполье Коммунистической партии Польши. Сам же Корчак был скептически настроен по отношению к коммунистическим идеям. Он сказал однажды: «Я уважаю эту идею, но это как чистая дождевая вода. Когда она проливается на землю, то загрязняется». Он говорил, что при революциях, как и всегда, выигрывают ловкие и хитрые, тогда как наивные и легковерные остаются ни с чем, а революционные программы — это комбинация безумия, насилия и дерзости, связанной с неуважением к человеческому достоинству.

### Еврейская деятельность
В 1899 году Корчак присутствовал в качестве гостя на Втором Сионистском конгрессе, однако, не принял идей сионизма, считал себя поляком во всём, кроме религии, следование которой, по его убеждениям, было личным делом каждого. Он ждал, как великого чуда, независимости Польши и верил в полную ассимиляцию евреев. Кровавые еврейские погромы, устроенные польскими националистами в 1918—1919 годы, посеяли в душе Корчака глубокое разочарование.
С приходом Гитлера к власти в Германии и ростом антисемитизма в Польше в Корчаке пробудилось еврейское самосознание. Он стал польским несионистским представителем в Еврейском агентстве. В 1934, а также 1936 году он посетил подмандатную Палестину, где встретил многих бывших своих воспитанников. Педагогические и социальные принципы киббуцного движения произвели глубокое впечатление на Корчака. В письме 1937 года он писал:
«Приблизительно в мае еду в Эрец. И именно на год в Иерусалим. Я должен изучить язык, а там — поеду, куда позовут… Самое трудное было решение. Я хочу уже сегодня сидеть в маленькой тёмной комнате с Библией, учебником, словарём иврита… Там самый последний не плюнет в лицо самому лучшему только за то, что он еврей».

### В годы Второй мировой войны. Гибель
После оккупации Варшавы немцами в 1939 году Корчак ходил по Варшаве в своём мундире офицера польской армии и говорил: «Что касается меня, то нет никакой немецкой оккупации. Я горд быть польским офицером и буду ходить, как хочу».
В 1940 году вместе с воспитанниками «Дома сирот» он был перемещён в Варшавское гетто. В этот период Корчак был арестован и несколько месяцев провёл в тюрьме. Был освобождён по ходатайству провокатора А. Ганцвайха, который таким образом хотел заработать авторитет среди евреев. На вопрос, почему он имеет дело с Гайнцвахом, Януш Корчак ответил: «Я встречусь с самим дьяволом, лишь бы спасти моих детей».
Он отклонил все предложения неевреев — почитателей его таланта вывести его из гетто и спрятать на «арийской» стороне. Соратник Корчака Игорь Неверли рассказывал:

На Белянах сняли для него комнату, приготовили документы. Корчак мог выйти из гетто в любую минуту, хотя бы со мной, когда я пришёл к нему, имея пропуск на два лица — техника и слесаря водопроводно-канализационной сети. Корчак взглянул на меня так, что я съёжился. Видно было, что он не ждал от меня подобного предложения… Смысл ответа доктора был такой: не бросишь же своего ребёнка в несчастье, болезни, опасности. А тут двести детей. Как оставить их одних в газовой камере? И можно ли это всё пережить?

Когда в августе 1942 года пришёл приказ о депортации Дома сирот, Корчак пошёл вместе со своей помощницей и другом Стефанией Вильчинской (1886—1942), другими воспитателями и примерно 200 детьми на станцию, откуда их в товарных вагонах отправили в Треблинку. Он отказался от предложенной в последнюю минуту свободы и предпочёл остаться с детьми, приняв с ними смерть в газовой камере.
Точная дата депортации осталась неизвестной, сохранявшиеся данные указывают на 5 или на 6 августа 1942 года.
Эммануэль Рингельблюм, сам позже расстрелянный, оставил такое свидетельство:

Нам сообщили, что ведут школу медсестёр, аптеки, детский приют Корчака. Стояла ужасная жара. Детей из интернатов я посадил в самом конце площади, у стены. Я надеялся, что сегодня их удастся спасти… Вдруг пришёл приказ вывести интернат. Нет, этого зрелища я никогда не забуду! Это был не обычный марш к вагонам, это был организованный немой протест против бандитизма! Началось шествие, какого никогда ещё до сих пор не было. Выстроенные четвёрками дети. Во главе — Корчак с глазами, устремлёнными вперёд, державший двух детей за руки. Даже вспомогательная полиция встала смирно и отдала честь. Когда немцы увидели Корчака, они спросили: «Кто этот человек?» Я не мог больше выдержать — слёзы хлынули из моих глаз, и я закрыл лицо руками.

Точная дата смерти Корчака оставалась неизвестной. В соответствии с польским законодательством, если дата смерти человека в военное время не известна, то она обозначается датой, равной году после завершения войны. Таким образом, постановление Люблинского окружного суда от 30 ноября 1954 года определило дату смерти Корчака как 9 мая 1946 года. Однако в 2010-х годах в Польше начались дебаты о том, что дата смерти Корчака должна быть пересмотрена, и в итоге 27 марта 2015 года Западный районный суд Люблина вынес решение о признании Януша Корчака умершим 7 августа 1942 года, на следующий день после депортации.

## Педагогическая деятельность
В «Доме сирот» Корчак ввёл новаторскую для тех лет систему широкого детского самоуправления, детский товарищеский суд, решения которого были обязательны и для руководства, плебисцит и т. д..
Корчак читал лекции в Свободном польском университете и на Высших еврейских педагогических курсах, вёл работу в суде по делам малолетних преступников, выступал под псевдонимом «Старый Доктор» с воспитательными беседами по радио.
Отвлечённо веря в Бога («Один на один с Богом», 1922; содержит 18 молитв «для тех, кто не молится»), Корчак отличался широкой веротерпимостью и видел в вере источник морального очищения.
Из БСЭ (1969—1978): «Педагогическая деятельность К[орчака] основана на формировании в детском коллективе и у отдельных воспитанников навыков самопознания, самоконтроля, самоуправления».
Работы Корчака оказали значительное влияние на известного советского педагога В. А. Сухомлинского.

### Педагогические идеи
- Принцип любви к ребёнку Идея Януша Корчака была, по сути, одна, и такого она свойства, что, например, в последовательном курсе истории педагогики точное место Янушу Корчаку найдёшь не сразу: о нём можно с одинаковым правом рассказывать до Руссо и после Песталоцци, между Ушинским и Макаренко, сразу после Марии Монтессори и вместе с Сухомлинским. С него можно начинать курс, а можно и заканчивать им, ибо идея Януша Корчака известна человечеству с тех пор, как оно стало человечеством: воспитатель должен любить детей… [27].
- Принцип реальной выполнимости требований, предъявляемых ребёнку[28]

Ты вспыльчив, — говорю я мальчику, — ну и ладно, дерись, только не очень сильно, злись, только раз в день. Если угодно, в одной этой фразе помещается весь воспитательный метод, которым я пользуюсь. (Корчак. Как любить ребёнка: Ребёнок в семье.)
- Своеобразное представление о правах ребёнка: «Я взываю о Magna Charta Libertatis, о правах ребёнка. Может, их больше, но я нашёл три основных. 1. Право ребёнка на смерть[29]. 2. Право ребёнка на сегодняшний день. 3. Право ребёнка быть тем, что он есть». (Корчак, Ребёнок в семье, гл. 37). «Горячая, умная, владеющая собой любовь матери к ребёнку должна дать ему право на раннюю смерть, на окончание жизненного цикла не за шестьдесят оборотов солнца вокруг земли, а всего за одну или три весны… „Бог дал, Бог и взял“, — говорят в народе, где знают живую природу, знают, что не всякое зерно даст колос, не всякая птаха родится способной к жизни, не всякий корешок вырастет в дерево». (Там же, гл. 38.) «В страхе, как бы смерть не отобрала у нас ребёнка, мы отбираем ребёнка у жизни…» (там же, гл. 40.) «Желая уберечь ребёнка от бактерий дифтерита, не переносите его в атмосферу, насыщенную затхлостью скуки и безволия…» (Там же, гл. 38.)
- Учёт прав и возможностей родителя и воспитателя[30]. «Деспотичный крик ребёнка, который чего-то требует, на что-то жалуется, домогается помощи… Этот первый крик при свете ночника — объявление борьбы двух жизней: одна — зрелая, уставшая от уступок, поражений, жертв, защищается; другая — новая, молодая, завоёвывает свои права. Сегодня ты ещё не винишь его: он не понимает, он страдает. Но знай, на циферблате времени есть час, когда ты скажешь: и мне больно, и я страдаю». (Там же).
- Признание того, что дети — разные[31]. «Вместо того, чтобы наблюдать, чтобы видеть и понимать, берётся первый пришедший в голову пример „удачного ребёнка“ и перед собственным ребёнком ставится требование: вот образец, на который ты должен равняться…» (Там же).
- Общаться с ребёнком имеет смысл на уровне возможностей его понимания (в соответствии с возрастом)[32]: «Ох уж эти наши ответы… Так случилось, что дважды я был свидетелем, как ребёнку перед книжной витриной объясняли, что такое глобус. — Что это, мячик? — спрашивает ребёнок. — Мячик, да, мячик, — отвечает няня. В другой раз: — Мама, что это за мячик? — Это не мячик, а земной шар. На нём дома, лошадки, мамочка. „Мамочка?“ — Ребёнок поглядел на мать с состраданием и ужасом и вопроса не повторил». (Там же). Впрочем, ошибки, допускаемые родителями в подобных случаях, Корчак не считает очень страшными: «Если мы дали ему неудобоваримую информацию — он не поймёт её, глупый совет — он не примет его, не послушается…» (там же).
- Нужно готовить ребёнка к реальной жизни (а не идеальной, воображаемой)[33]. «…В теории воспитания мы часто забываем о том, что должны учить ребёнка не только ценить правду, но и распознавать ложь, не только любить, но и ненавидеть, не только уважать, но и презирать, не только соглашаться, но и возражать, не только слушаться, но и бунтовать…»[34] (Там же.)
- Право ребёнка на уважение[35]. «Во мне ещё не сформировалось и не утвердилось понимание того, что первое бесспорное право ребёнка есть право высказывать свои мысли, активно участвовать в наших рассуждениях и выводах о нём. Когда мы дорастём до его уважения и доверия, когда он поверит нам и скажет, в каких правах он нуждается, — меньше станет и загадок, и ошибок». (Там же. Добавление к изданию 1929 г.)
- Важность размышлений матери, черпающей «не из книг, а из самой себя. Ничего не может быть ценнее. И если моя книга убедила тебя в этом, значит, она выполнила свою задачу. Будь же готова к долгим часам вдумчивого одинокого созерцания…» (Там же.)[36]
- Педагогика — наука о человеке

Одна из грубейших ошибок — считать, что педагогика является наукой о ребёнке, а не о человеке. Вспыльчивый ребёнок, не помня себя, ударил; взрослый, не помня себя, убил. У простодушного ребёнка выманили игрушку; у взрослого — подпись на векселе. Легкомысленный ребёнок за десятку, данную ему на тетрадь, купил конфет; взрослый проиграл в карты всё своё состояние. Детей нет — есть люди, но с иным масштабом понятий, иным запасом опыта, иными влечениями, иной игрой чувств…» (Корчак, Как любить ребёнка: Интернат.).

## Литературное творчество
Печататься Корчак начал в 18 лет, в 1898 году он взял свой псевдоним. Его повести для взрослых и детей «Дети улицы» (1901), «Дитя гостиной» (1906), «Моськи, Иоськи и Срули» (1910; в русском переводе — «Лето в Михалувке», 1961), «Король Матиуш Первый» (1923) и другие; новеллы, беседы, статьи и дневник 1942 года вводят читателя в сложный мир детской психологии, содержат наблюдения над жизнью Польши 1900—1942 годов, отражают богатый опыт врача и педагога.
Корчаку принадлежит также свыше 20 книг о воспитании (главные из них — «Как любить ребёнка», 1914, и «Право ребёнка на уважение», 1929).

### Сочинения

#### Художественные произведения
- Którędy? [В какую сторону?] — Драма, 1898
- Dzieci ulicy [Дети улицы]: Powieść. — Warszawa: A. Pajewski, 1901. — 267 s.
- Koszałki-Opałki: Satyry społeczne. — Warszawa: Księgarnia Powszechna, 1905. — 246 s.
- Dziecko salonu [Дитя гостиной]. — 1904—1905; книжное изд.: Warszawa: Księgarnia Powszechna, 1906. — 347 s[38]; 2-е издание: Warszawa: J. Mortkowicz: Tow. Wydawnicze, 1927. — 233 s. — частично автобиографическая
- Mośki, Jośki i Srule. — Warszawa: J. Mortkowicz: G. Centnerszwer i Ska, 1910. — 117 s.; 2-е изд.: Warszawa: J.Mortkowicz: Tow. Wydawnicze, 1922. — 114 s.; 3-е изд.: Warszawa: J. Mortkowicz, 1933. — 105 s[39]
- Józki, Jaśki i Franki [Юзьки, Яськи и Франки]. — Warszawa: J. Mortkowicz: G. Centnerszwer i Ska, 1911. — 142 s.; 2-е изд.: Warszawa: J. Mortkowicz: Tow. Wydawnicze, 1922. — 148 s.; 3-е изд.: Warszawa: J. Mortkowicz: Tow. Wydawnicze, 1930. — 148 s.
- Слава (Sława, Warsaw 1913[40], с изменениями 1935 и 1937)
- Bobo (Warsaw 1914)
  - Bobo[41]
  - Исповедь мотылька (Spowiedź motyla)
  - Роковая неделя (Feralny tydzień)[42]
- Sam na sam z Bogiem: modlitwy tych, którzy się nie modlą (Towarzystwo Wydawnicze, 1922; на русском языке: Наедине с Господом Богом: Молитвы тех, кто не молится, 1994)
- Король Матиуш Первый (Król Maciuś Pierwszy, Warsaw 1923)
- Король Матиуш на необитаемом острове (Król Maciuś na wyspie bezludnej, Warsaw 1923)[43]
- Банкротство маленького Джека (Bankructwo małego Dżeka, Warsaw 1924)[44]
- Когда я снова стану маленьким (Kiedy znów będę mały, Warsaw 1925)
- Senat szaleńców, humoreska ponura (Сенат безумцев, 1931) — сценарий для варшавского театра Ateneum[45]
- Кайтусь-чародей (Kajtuś czarodziej, Warsaw 1935)
- Дети Библии: Моисей (произведение впервые издано в Израиле в 1939 году в переводе на иврит, сделанном Довом Саданом (1902—1989); оригинал утрачен)[45]

#### Педагогические произведения
- Воспитательные моменты (Momenty wychowawcze, Warsaw, 1919 (три раздела), 2-е издание—1924, дополнено четвёртым разделом)[46]
- Как любить ребёнка (Jak kochać dziecko, Warsaw 1919; сюда вошёл первый раздел («Ребёнок в семье») будущего варианта книги; 2-е издание, 1920 — Jak kochać dzieci — «Как любить детей» — включало все четыре раздела цикла; позже автор вернул книге первоначальное название)[47]
- O gazetce szkolnej (О школьной газете, Polska Składnica Pomocy Szkolnych, 1921; есть перевод на русский язык)
- Право ребёнка на уважение (Prawo dziecka do szacunku, Warsaw 1929)
- Правила жизни: Педагогика для детей и взрослых (1930)
- Шутливая педагогика (Pedagogika żartobliwa, Warsaw 1939)

#### Другие книги
- Упрямый мальчик: Жизнь Л. Пастера (Uparty chłopiec. Życie Ludwika Pasteura, Warsaw 1938)
- Дневник (Pamiętnik, Warsaw 1958) — опубликован посмертно[48]
- С 1992 года в Польше издаётся собрание сочинений Корчака.

Dzieła / Kom. red.: H. Kirchner, S. Wołoszyn, A. Lewin (przewodniczący). — Warszawa: Latona, 1992—1998;
Warszawa: Wydawnictwo Instytutu Badań Literackich PAN, od 2003 :
- T. 1: Dzieci ulicy; Dziecko salonu /Wstęp: A.Lewin; Red. nauk. H.Kirchner. — 528, [1] s. — 1992
- T. 2, [cz.1]: Koszałki-opałki; Humoreski i felietony /Red. nauk. H.Kirchner. — 405, [1] s. — 1998. 
 T. 2, [cz.2]: Koszałki-opałki; Humoreski i felietony /Red. nauk. H.Kirchner. — 636, [1] s. — 1998
- T. 3, [cz.1]: Na mównicy: Publicystyka społeczna (1898—1912) /Red. nauk. J.Bartnich. — 531, [1] s. — 1994. 
 T. 3, [cz.2]: Na mównicy: Publicystyka społeczna (1898—1912) /Red. nauk. J.Bartnich. — 362, [1] s. — 1994
- T. 4: Szkoła życia; Obrazki szpitalne; Artykuły pedagogiczne i medyczne (1900—1912) /Red. nauk. S.Wołoszyn. — 596, [1] s. — 1998
- T. 5: Mośki, Jośki i Srule; Jóźki, Jaśki i Franki /Red. nauk. A.Lewin. — 381, [1] s. — 1997
- T. 6: Sława; Opowiadania (1898—1914) /Red. nauk. H.Kirchner. — 455 s. — 1996
- T. 7: Jak kochać dziecko; Momenty wychowawcze; Prawo dziecka do szacunku /Red. nauk. S.Wołoszyn. — 565, [2] s. — 1993
- T. 8: Król Maciuś Pierwszy; Król Maciuś na wyspie bezludnej /Red. nauk. H.Kirchner. — 455, [4] s. — 1992
- T. 9: Bankructwo małego Dżeka; Kiedy znów będę mały /Red. nauk. H.Kirchner. — 387 s. — 1994
- T. 10: Senat szaleńców; Proza poetycka; Utwory radiowe / red. nauk. H. Kirchner. — 419 [2] s.
- T. 11: Prawidła życia. Publicystyka dla dzieci. — Warszawa 2003. 
 Prawidła życia: publicystyka dla dzieci. 2, Janusz Korczak, red. nauk. Aleksander Lewin, Instytut Badań Literackich PAN, 2007. 
 Prawidła życia: publicystyka dla dzieci. 3, Janusz Korczak, red. nauk. Aleksander Lewin, Instytut Badań Literackich PAN, 2007
- T. 12: Kajtuś czarodziej; Uparty chłopiec; Opowiadania (1918—1939) /Red. nauk. H.Kirchner. — 502, [1] s. — 1998
- T. 13: Teoria a praktyka. Artykuły pedagogiczne (1919—1939) (в планах)
- T. 14: Pisma rozproszone. Listy (1913—1939). 1, Janusz Korczak, [red. Hanna Kirchner], Warszawa: Instytut Badań Literackich PAN 2008. 
 Pisma rozproszone. Listy (1913—1939). 2, Janusz Korczak, [red. Hanna Kirchner], Warszawa: Instytut Badań Literackich PAN 2008
- Tom 15: Pisma czasu wojny. Pamiętnik (1939—1942) (в планах)
- Tom 16: Suplement [nowe odnalezione teksty, dokumenty osobowe]. Indeksy (в планах)

### Переводы на русский язык
Здесь приводятся, в основном, первые издания.
- Весенняя песня; Невеста; Без доказательств; Воспитание; Я разорён; Долой опрятность; Оценщик; Зачем?: [Рассказы]. — СПб.: Изд. М. Г. Корнфельд, 1911. — 64 с. — (Дешёвая юморист. б-ка «Сатирикон»; Вып. 17.)
- Мошки, Иоськи и Срули / Пер. с пол. Е. Шведера. — Петроград: Изд. М. И. Семёнова, 1915. — 95 с.
- Рыцари чести: (Слава): Повесть / Пер. с пол. М. Щавинской. — М.: Типо-литогр. Товарищества И. Н. Кушнарёв и К°, 1918. — 37 с.
- Как любить детей: (Интернат) / Пер. с пол. Л. Кон; предисл. Н. К. Крупской. — М.: Госиздат, 1922. — VI, 116 с.
- Приключение Короля Матюша: Повесть / Пер. с пол. Ю. Н. Райтлер; рис. Б. В. Покровского. — Л.: Сектор «Юный Пролетарий» Рабочего Издательства «Прибой», 1924. — 250 с.
- Джек-кооператор / Пер. с польск. и обработала Райтлер Юдифь Наумовна. — М., 1929.
- Издано в Польше: Король Матиуш Первый / Перевод М. Павловой. — Варшава: Полония. 1958. — 241 с.: ил.
- Когда я снова стану маленьким: Повести / [Пер. с пол. К. Сенкевич; Предисл. В. Смирновой; Рис. Д. Штеренберга]. — М.: Детгиз, 1961. — 254 с.: ил.
- Избранные педагогические произведения / Пер. с пол. К. Э. Сенкевич; Сост. и авт. примеч. Е. С. Рубенчик; Под. ред. и с предисл. М. Ф. Шабаевой; [Послесл. И. Неверли]. — М.: Просвещение, 1966. — 470 с.
- Король Матиуш Первый. (В сокращении.) / Перевела с польского Муза Павлова. — «Пионер», 1966, № 1, с. 32—39; № 2, с. 34—44; № 3, с. 54—61; № 4, с. 42—49; № 5, с. 55—61; № 6, с. 37—43, № 7, с. 59—64. — М.: «Правда».
- Король Матиуш Первый; Король Матиуш на необитаемом острове: [Повести-сказки] / Сокр. пер. с пол. Н. Подольской; Послесл. В. Смирновой; Ил. Е. Сроковского. — М.: Дет. лит, 1972. — 416 с.: ил.
- Как любить ребёнка / Пер. с пол. Е. Зениной и Э. Тареевой; Вступ. ст. М. Кузьмина; Худ. Л. Орлова. — М.: Книга, 1980. — 482 с. (Содержание: Ребёнок в семье; Из дневника)
- Издано в Израиле: Избранное / Сост. и ред. М. Шкловская. — Иерусалим (Израиль): Библиотека-Алия, 1988. — 324 с. — ISBN 965-320-019-4.
- Педагогическое наследие / Пер. с пол. К. Э. Сенкевич; Сост. К. П. Чулкова; Вступ. ст. и коммент. М. Н. Кузьмина. — М.: Педагогика, 1990. — 267 с. — (Библиотека учителя)
- Воспитание личности: Кн. для учителя / Сост., авт. вступ. ст. и коммент. В. Ф. Кочнова. — М.: Просвещение, 1992. — 285 с.
- Кайтусь-чародей: Повесть-сказка / Пер. с пол. Л. Цывьяна. — СПб.: Лицей, 1992. — 203 с.
- Наедине с Господом Богом: Молитвы тех, кто не молится / Пер. с пол. и послесл. О. Медведевой; Ред. А. Верглинский; Предисл. И. Гальперина; Худож. оформ. В. Романова; Российское общество Януша Корчака. — М., 1994. — 80 с.
- Почему кричит мой отец? / Пер. И. Верник // Отцы и дети. — 1999. — Апр. (Вып. 31). — С. 53—55.
- Несерьёзная педагогика / Пер. И. Адельгейм. — Самокат, 2015. — 216 с. — (Самокат для родителей). — ISBN 978-5-91759-260-2.

Дневник Корчака был опубликован на русском языке в 2019 году.

## Награды
- Серебряный Крест Заслуги (9 ноября 1931)[50]
- Золотые академические лавры Польской академии литературы (1937)
- Кавалерский крест Ордена возрождения Польши (1939)[51]
- Командорский крест Ордена возрождения Польши (посмертно, 20 июня 1947)
- Премия мира немецких книготорговцев (посмертно, 1 октября 1972)
- Орден Белого орла (посмертно, 11 ноября 2018)

## Память

Бывшие воспитанники Дома сирот на церемонии памяти Януша Корчака в мемориале «Яд ва-Шем». Справа художник Ицхак Бельфер.
Август 2012 г.

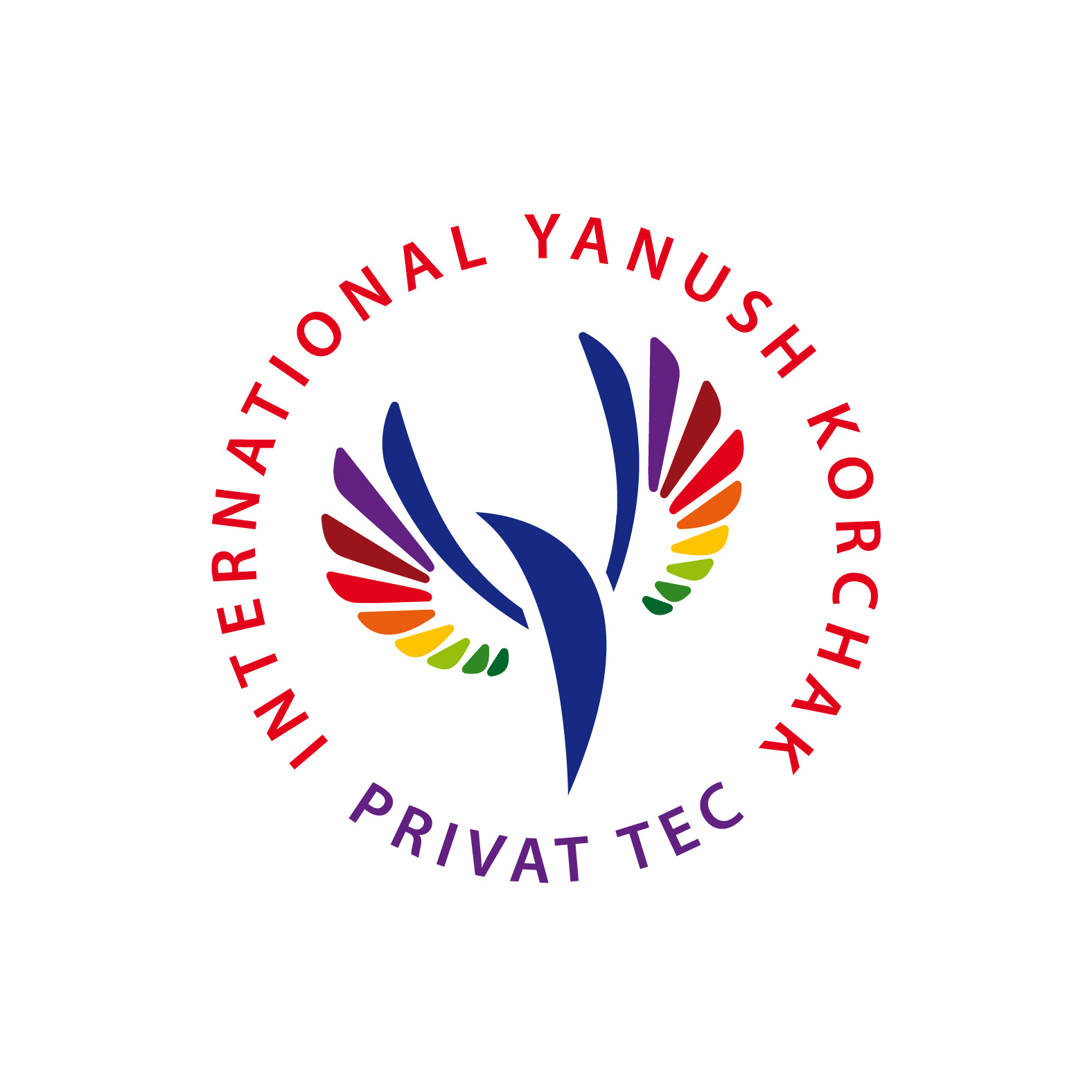

- На еврейском кладбище Варшавы установлен кенотаф Я. Корчака.

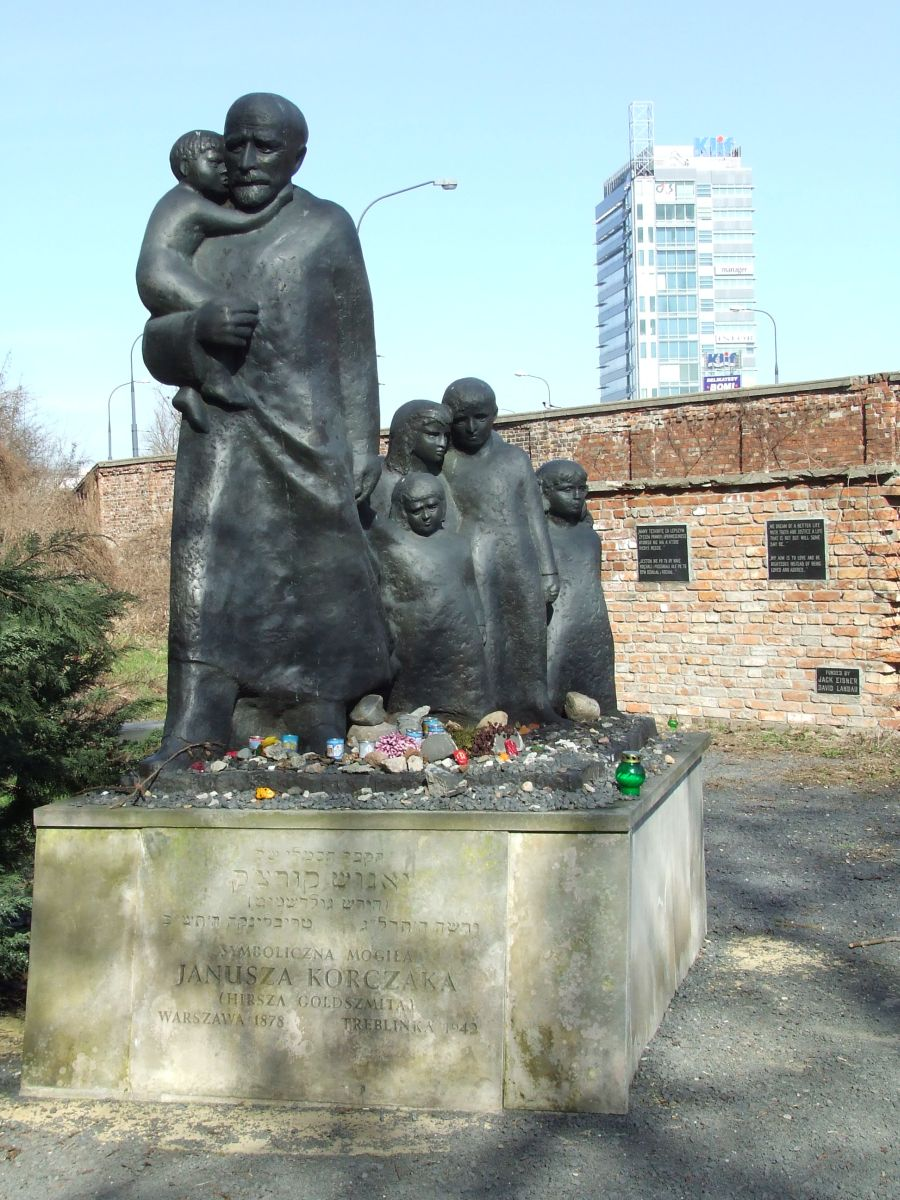
Кенотаф Януша Корчака на еврейском кладбище Варшавы

- 1978 год был объявлен ЮНЕСКО годом Корчака[26].
- В том же 1978 году, столетие со дня рождения Я. Корчака, польской секцией Международного совета по детской и юношеской литературе была учреждена международная литературная премия его имени[пол.], до 2000 года вручавшаяся раз в два года писателю детских книг или книг о детях.
- Каждый год 23 марта в Польше и Беларуси в воздух запускается воздушный змей в память о Януше Корчаке и детях, убитых в гетто.
- Монумент «Януш Корчак и его дети» работы скульптора Бориса Сакциера был установлен на площади Януша Корчака в мемориальном музейном комплексе «Яд ва-Шем» в Иерусалиме в 1978 году.
- В Баку на здании Азербайджанского педагогического университета установлена сдвоенная мемориальная доска, посвящённая педагогам Мухаммеду Таги (Сидги) Сафарову (1854—1903) и Янушу Корчаку[52].
- С 2004 года в России ежегодно проводится конкурс «Педагогические инновации», лауреатам которого вручаются медали имени Януша Корчака[53].
- В начале августа 2011 года в иерусалимском мемориале Холокоста «Яд ва-Шем» отметили 69-летие трагической даты депортации Корчака и детей в лагерь смерти. В мемориальной церемонии принял участие и бывший воспитанник Дома сирот, ставший художником и посвятивший своё творчество памяти Корчака, 88-летний Ицхак Бельфер, поделившийся своими воспоминаниями[54].
- 5 августа 2012 года в «Яд ва-Шем» прошла церемония памяти в связи 70-летием со дня гибели воспитателей и детей Дома Сирот[55]. На ней присутствовали трое бывших воспитанников Корчака.
- В Израиле:
  - во многих городах есть улица, названная в честь Януша Корчака[56];
  - в городах Иерусалим и Холон[57], Кирьят-Моцкин есть школы, названные именем Януша Корчака;
  - в городе Бат-Ям установлен монумент памяти Януша Корчака и его детей.
- В Киеве (Украина) 7 июля 2016 года именем Януша Корчака названа бывшая улица Баумана.
- В Коростышеве Житомирской области 26 июля 2016 года создан Международный учебно-воспитательный комплекс имени Януша Корчака.
- Галерея рисунков, живописи, скульптуры И. Бельфера о Холокосте и о Корчаке[58].
- Классические иллюстрации польского художника Ежи Сроковского[пол.] к книге «Король Матиуш Первый»[59].
- В Польше именем Януша Корчака названо более 400 детских садов и школ[60].
- В Одессе открыт и работает центр реабилитации детей с психофизиологическими особенностями имения Януша Корчака[61].

### Литературные произведения, посвящённые Янушу Корчаку

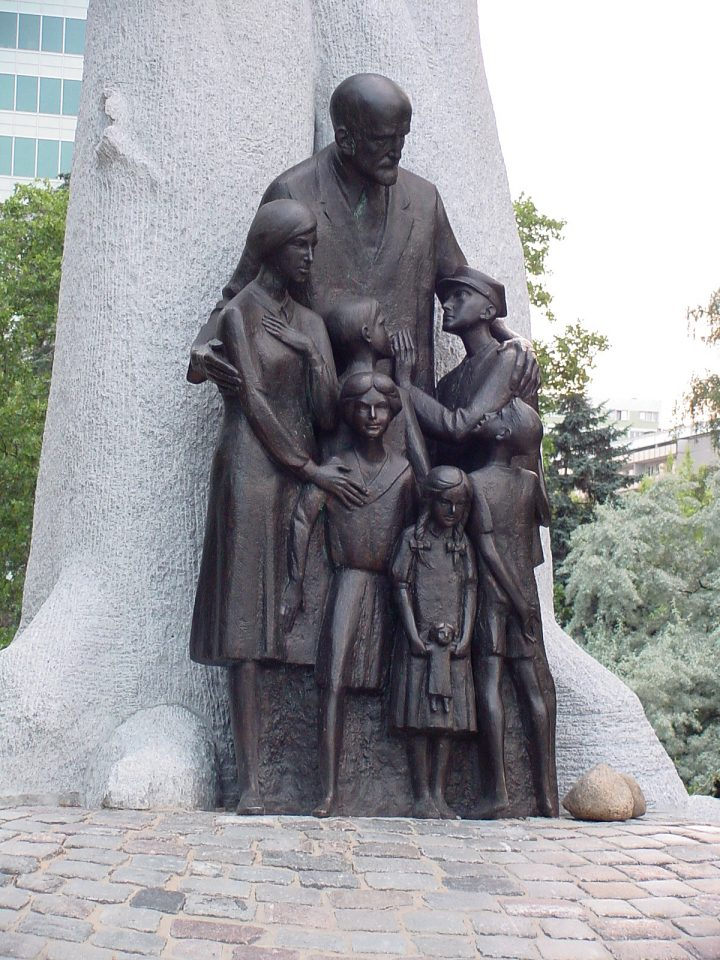
Памятник Янушу Корчаку в Варшаве

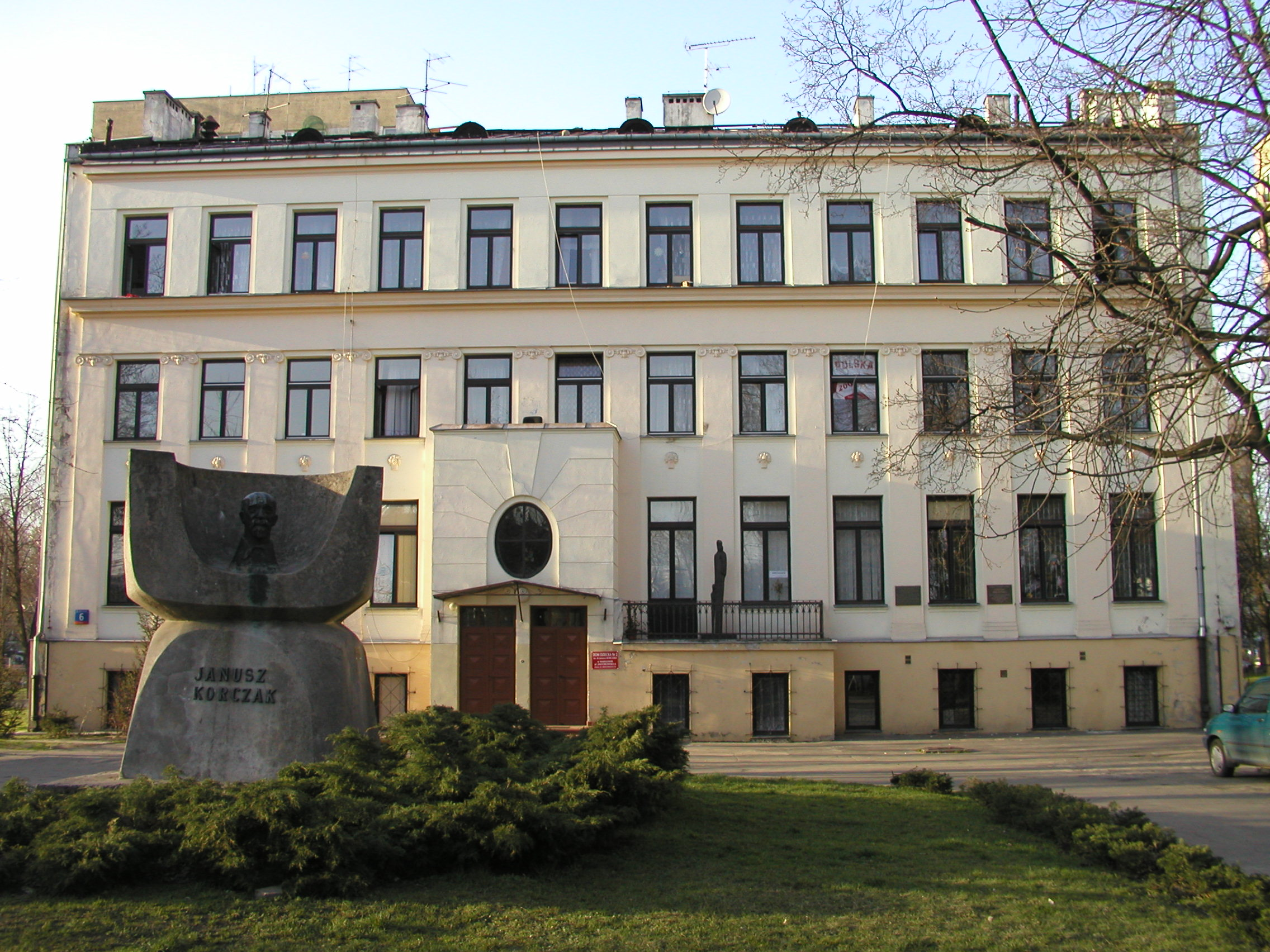
Детский дом Корчака. Продолжает действовать по сей день

Героизм и мученичество Корчака вошли в легенду. Его жизни и гибели посвящены многочисленные исследования и произведения:

#### На русском языке
- Игорь Неверли (1903—1987). Живая связь: Отрывки из кн. Пер. с пол. Э. Гессен // Иностранная литература — 1978. — № 3. — С.231—239. (Мемуары сотрудника Корчака, прошедшего, несмотря на своё нееврейское происхождение, через концлагеря Майданек, Освенцим и другие)
- Игорь Неверли. Такой была эта детская газета: Слово о «Малом пшеглёнде». vivovoco.astronet.ru. Дата обращения: 11 июля 2025.
- Януш Корчак  // Шаров А.И. Волшебники приходят к людям / А. Шаров.- М.: Детская литература, 1985.- С. 271 - 302
- Лифтон Б. Дж. Король детей: Жизнь и смерть Януша Корчака. jerusalem-korczak-home.com. Дата обращения: 11 июля 2025. — М.: Рудомино: Текст, 2004. — ISBN 5-7516-0479-2.
- Жерар Кан. Педагогика Януша Корчака и еврейское воспитание. jerusalem-korczak-home.com. Дата обращения: 11 июля 2025.
- Памяти Корчака: Сб. ст.: (О враче, педагоге и писателе Я. Корчаке, 1878—1942). jerusalem-korczak-home.com. Дата обращения: 11 июля 2025. / [Отв. ред. О. Р. Медведева]. — М.: Российское общество Януша Корчака, 1992. — ISBN 5-900365-01-8.
- Казимеж Дебницкий. Корчак вблизи: Воспоминания участника польского Сопротивления.

#### На других языках
- Неверли И., «Живые связи» (1966) (пол.)
- Поэма А. Цейтлина (1898—1973) «Последний путь Януша Корчака» («Януш Корчакс лецтер ганг», 1970?) (идиш)
- Драма Э. Сильваниуса «Корчак и дети» (1958) (нем.)

и другие

### Фильмы
- L’adieu aux enfants («Прощание с детьми»), телефильм, реж. Клод Кудерк (фр. Claude Couderc), Франция, 1980 (91 мин.), по роману Alain Buhler L’adieu aux enfants, о жизни и творчестве Януша Корчака посредством реконструкции «Дома сирот» и его попытке спасти детей от уничтожения в концлагере
- «Корчак», режиссёр Анджей Вайда, сценарий — Агнешка Холланд. Польша — ФРГ — Великобритания. 1990.
- «Януш Корчак» (Yanush Korchak), режиссёр С. Винокур, сценарий — Авраам Коэн. Израиль. 2004[62].
- Корчак является эпизодическим персонажем фильма «Жена смотрителя зоопарка» (США, 2017), события которого происходят в оккупированной нацистами Польше. Также Корчак является персонажем фильма Восстание[англ.], повествующем о восстании в Варшавском гетто.

### Мультфильмы
- «Расскажите сказку, доктор» — советский мультфильм (Экран, 1988).

Режиссёр: Аида Зябликова. В мультфильме две сюжетных линии, одна построена по мотивам повести Януша Корчака «Король Матиуш Первый», другая рассказывает о реальных событиях во время Второй мировой войны. Януш Корчак добровольно остался со своими воспитанниками и погиб вместе с ними в немецком концлагере. Мультфильм состоит из трёх частей.

### Театр
- Пьеса Джефри Хатчера[англ.] «Дети Корчака» (Korczak’s Children)
- Пьеса Вадима Коростылёва «Варшавский набат».
- Спектакль «Дорога в небо» «Дорога в небо». Архивировано из оригинала 28 мая 2012 года. (The Road to the Heaven) — документальная мистерия о доме сирот Януша Корчака. Автор пьесы и режиссёр — Фёдор Владимирович Сухов. Премьера состоялась в Театре на набережной в Москве, в 1998 году. Спектакль восстановлен 14 апреля 2012 года к 70-летию со дня депортации Варшавского гетто в августе 1942 года.
- Спектакль «Когда я снова стану маленьким» в Большом драматическом театре в Санкт-Петербурге. Режиссёр — Евгений Ибрагимов.
- Спектакль «Право на жизнь» из цикла «Уроки истории» в Московском педагогическом театре подростков. Режиссёр — Вадим Злотников.
- Спектакль «Человек мира», театр Сергея Янковского.
- Спектакль «Когда я снова стану маленьким» апрель 2014 года. Театральная студия «Софит» СПбГУ кино и телевидения и новгородский фольклорный театр «Кудесы». Режиссёр Алексей Бурьяк.
- Спектакль «Лето на память», май 2023 года. Рязанский театр кукол. Режиссёр Анна Коонен.

### Опера
- Детская опера-мюзикл «Король Матиуш I» Льва Конова по сказке Януша Корчака. Премьера состоялась в 1988 году в Москве. Звукозапись оперы произведена в 1992 году.
- Опера «Король Матиуш Первый» в новой редакции 2009 года.
- Опера «Сироты Корчака» (англ. Korczak’s Orphans). Музыка — Адам Сильверман (Adam Silverman), либретто Сьюзан Губернат (Susan Gubernat).

### Песни
- В 1967—1970 годах русский поэт и бард Александр Галич написал одну из своих лучших песенных поэм — «Кадиш»[63] (см. кадиш). Авторское исполнение предварялось следующим вступлением (часть): «Цикл песен и стихов „Кадыш“ посвящается памяти великого польского писателя, педагога и врача Януша Корчака, погибшего вместе со своими воспитанниками из школы-интерната „Дом Сирот“ в лагере уничтожения „Треблинка“». В поэме дважды (в начале и конце) используется немного изменённая цитата из «Дневника» Корчака: «Я никому не желаю зла. Не умею. Просто не знаю, как это делается».
- Песня «Памяти Януша Корчака» в исполнении Алексея Терехова; автор слов и музыки — А. Терехов.